# هیساشی تسوچیدا
هیساشی تسوچیدا (انگلیسی: Hisashi Tsuchida؛ زادهٔ ۱ فوریهٔ ۱۹۶۷) بازیکن فوتبال اهل ژاپن است.
از باشگاه‌هایی که در آن بازی کرده‌است می‌توان به باشگاه فوتبال اوراوا رد دیاموندز اشاره کرد.